# Konrad Petzold
Konrad Petzold (* 26. April 1930 in Radebeul; † 12. November 1999 in Kleinmachnow) war ein deutscher Filmregisseur, der zahlreiche DEFA-Kinderfilme und sogenannte „DEFA-Indianerfilme“ inszenierte. Nebenbei war er auch noch Drehbuchautor, Schauspieler und Regie-Assistent.

## Leben und Werk
Konrad Petzold wurde 1930 als jüngstes von sechs Kindern eines Drehers und einer Hausfrau in Radebeul geboren. Seine älteren Geschwister wirkten bis zur Machtergreifung durch die Nationalsozialisten an einem linken Laienkabarett mit und engagierten sich im sozialistischen Jugendbund. Nach dem Ende des Zweiten Weltkriegs und einer abgeschlossenen Ausbildung zum Mechaniker engagierte sich Petzold, wie seine Geschwister zuvor, als Organisator einer Laientheatergruppe an der Jugendbühne Radebeul.
Nachdem er 1949 die Aufnahmeprüfung der DEFA-Nachwuchsstudios in Berlin bestanden hatte, besuchte er dort bis 1951 die ansässige Schauspielschule. Bereits während dieser Zeit spielte er in kleinen Nebenrollen in Filmen mit, wie Familie Benthin und Die Jungen von Kranichsee, und assistierte Regisseur Martin Hellberg am Staatstheater Dresden. Erst im zweiten Anlauf bestand er die Abschlussprüfung der Schauspielschule.
Von der Landesregierung Sachsens wurde er 1952 zum Regie-Studium an die Filmhochschule FAMU in Prag delegiert. Daneben stand er der DEFA als Regieassistent zur Verfügung. 1956 erhielt er das Abschlussdiplom für seinen Kinderfilm Die Fahrt nach Bamsdorf. Erste staatliche Anerkennung erwarb er sich durch den Jugendfilm Der Moorhund, der den Einsatz von Soldaten an der innerdeutschen Grenze als Kampf gegen Schmuggler und Kriminelle darstellte.
Dagegen wurde Das Kleid, eine Adaption des Hans-Christian-Andersen-Märchens Des Kaisers neue Kleider, der verkappten Regimekritik verdächtigt und nach mehreren Schnittauflagen im Sommer 1962 verboten. Durch Die Jagd nach dem Stiefel, der die Suche von Arbeiterkindern nach dem Mörder ihres kommunistischen Jugendführers in der Weimarer Republik erzählte, konnte Petzold sich rehabilitieren. Jetzt und in der Stunde meines Todes handelt von einer Journalistin, die in der BRD auf Naziverbrecher stößt, und Das Lied vom Trompeter verherrlicht das Leben eines Arbeiterjungen.
Vom großen Publikumserfolg Alfons Zitterbacke über einen aufmüpfigen Jungen nach der Erzählung von Gerhard Holtz-Baumert mussten mehrere Szenen geschnitten werden. Daraufhin distanzierte sich Petzold von der zensierten Fassung, indem er seinen Namen aus dem Vorspann tilgen ließ. Danach realisierte er vier DEFA-Indianerfilme, die er als „Gegengewicht zu den Western der kapitalistischen Filmindustrie“ darstellte. Seine Bemühungen, einen Film über die Kolonialzeit Afrikas und die Aufstände der Einheimischen zu inszenieren, scheiterten. Petzolds spätere Filme wurden wenig beachtet.
Mit der Wende kam seine Regietätigkeit gänzlich zum Erliegen, da seine Arbeit in der Bundesrepublik nicht mehr gefragt war.
Sein schriftlicher Nachlass befindet sich im Archiv der Akademie der Künste in Berlin.

## Filmografie

### Darsteller
- 1950: Familie Benthin
- 1950: Die Jungen vom Kranichsee
- 1954: Der Ochse von Kulm
- 1978: Addio, piccola mia

### Regie
- 1955: Die Irren sind unter uns (Blázni mezi námi, Kurzfilm; Co-Regie)
- 1956: Der Teufelskreis (Regie-Assistenz)
- 1956: Die Fahrt nach Bamsdorf (auch Drehbuch)
- 1957: Abenteuer in Bamsdorf (auch Drehbuch)
- 1958: Natürlich die Nelly! (auch Drehbuch)
- 1960: Der Moorhund (auch Szenarium und Darsteller)
- 1961: Das Kleid
- 1963: Jetzt und in der Stunde meines Todes
- 1962: Die Jagd nach dem Stiefel (auch Co-Drehbuch)
- 1964: Das Lied vom Trompeter (auch Co-Drehbuch, nach dem Roman von Otto Gotsche)
- 1965: Alfons Zitterbacke (auch Co-Drehbuch)
- 1967: Begegnungen (Co-Regie)
- 1968: Weiße Wölfe
- 1970: Tödlicher Irrtum (auch Darsteller)
- 1971: Osceola (auch Darsteller)
- 1973: Die Hosen des Ritters von Bredow (auch Co-Drehbuch)
- 1973: Tandem mit Kettmann (auch Drehbuch)
- 1974: Kit & Co (auch Drehbuch, nach einer Erzählung von Jack London)
- 1978: Oh, diese Tante (auch Co-Drehbuch)
- 1979: Für Mord kein Beweis (auch Drehbuch)
- 1980: Die Schmuggler von Rajgrod (auch Drehbuch und Darsteller)
- 1980: Alma schafft alle (auch Drehbuch und Darsteller)
- 1981: Martin XIII. (Fernsehfilm, auch Drehbuch)
- 1982: Der Scout (auch Drehbuch und Darsteller)
- 1984: Mensch, Oma! (4 Teile; auch Drehbuch)
- 1986: Startfieber (auch Drehbuch)
- 1988: Die Geschichte von der Gänseprinzessin und ihrem treuen Pferd Falada (auch Drehbuch)

## Auszeichnungen
- 1960: Artur-Becker-Medaille für Der Moorhund
- 1964: Artur-Becker-Medaille für Das Lied vom Trompeter
- 1970: Banner der Arbeit im Kollektiv für Weiße Wölfe
- 1971: Heinrich-Greif-Preis II. Klasse